# Квінт Помпей Руф (народний трибун)
Квінт Помпей Руф (*Quintus Pompeius Rufus, 88 до н. е. — після 49 до н. е.) — політичний діяч Римської республіки.

## Життєпис
Походив з плебейського роду Помпеїв. Син Квінта Помпея Руфа й Корнелії. У 63 році до н. е. на прохання свого дядька Фавста Сулли закуповував для нього гладіаторів.
У 54 році до н. е. був монетарієм і карбував монети з портретами своїх дідів. У жовтні 54 року до н. е. намагався притягнув до суду кандидата в консули Марка Валерія Мессалу Руфа за порушення при отриманні посади. Справа відкладалося у зв'язку з неслужбових днями і не була доведена до кінця.
У 53 році до н. е. обраний народним трибуном на 52 рік до н. е.. За допомогою масових заворушень перешкоджав виборам консулів на 53 рік до н. е., які багато разів відкладалися і відбулися лише у липні або серпні 53 року до н. е., після того, як сенат вирішив запроторити Помпея Руфа до в'язниці. Вступивши на посаду трибуна, він у свою чергу заарештував свого супротивника — еділа Фавонія. В подальшому — активний прихильник Клодія і один з головних організаторів народного заколоту після його вбивства, в ході якого було спалено будинок сенату. Багато в чому сприяв обранню Помпея Магна консулом без колеги.
Негайно після закінчення терміну повноважень був притягнутий до суду Марком Целієм Руфом за насильницькі дії, засуджений і пішов у вигнання. У 51 році до н. е. змушений був судитися зі своєю матір'ю за фідейкомісс, який вона відмовилася йому передати. За допомогою Целія Руфа виграв справу. Під час цієї тяжби жив у Бавлах в дуже скрутному становищі і працював на озері перевізником. Коли Марк Туллій Цицерон їхав через Італію, вирушаючи в провінцію, з'явилася чутка, що Квінт Помпей вбив його, проте вона була помилковою.
Про подальшу долю відомо замало. Ймовірно загинув в Африці під час громадянської війни між помпеянцями та цезаріанцями.

## Родина
- Гней Помпей Руф, консул-суфект 31 року до н.е.